# Bra (Piemonte)
Bra [ˈbra] é uma comuna italiana da região do Piemonte, província de Cuneo, com cerca de 27.894 habitantes. Estende-se por uma área de 59 km², tendo uma densidade populacional de 473 hab/km². Faz fronteira com Pocapaglia, Cherasco, Sanfrè, Cervere, Marene.
Pertence à rede das Cidades Cittaslow.

## Demografia
| Variação demográfica do município entre 1861 e 2011                               |
|                                                                                   |
| Fonte: Istituto Nazionale di Statistica (ISTAT) - Elaboração gráfica da Wikipedia |